# Rantau Bingin
Rantau Bingin is een bestuurslaag in het regentschap Musi Rawas van de provincie Zuid-Sumatra, Indonesië. Rantau Bingin telt 1757 inwoners (volkstelling 2010).